# Aminoglycosiden
Aminoglycosiden behoren tot de snel werkende bactericide antibiotica. Aminoglycosiden remmen de eiwitsynthese van bacteriën door zich te binden aan de 30S subeenheid van het  prokaryote ribosoom, en zo de vorming van het initiatiecomplex te inhiberen. Door binding aan het ribosoom wordt veroorzaakt dat het RNA niet goed wordt afgelezen en er geen levensvatbare eiwitten worden gevormd. 
Van de aminoglycosiden worden thans voornamelijk gentamicine, tobramycine en de semisynthetische derivaten netilmicine en amikacine gebruikt. Deze zijn minder gevoelig voor de meeste aminoglycoside-modificerende enzymen. De aminoglycosiden worden bij orale inname niet geabsorbeerd, wat dus betekent dat ze parenteraal (intramusculair of intraveneus) moeten worden toegediend. Ze dringen weinig door in zoogdiercellen en in het lumbale vocht, maar worden actief opgenomen door bacteriën.
De aminoglycosiden zijn vooral actief tegen Enterobacteriën  en Pseudomonas (gramnegatieve bacteriën). Tegen een deel van de grampositieve bacteriën bestaat ook activiteit zoals tegen een deel van de stafylokokken. Ze werken synergistisch met bèta-lactamantibiotica zowel tegen grampositieve als tegen gramnegatieve bacteriën. 
Neomycine en gentamicine kunnen lokaal gebruikt worden, als crème of zalf, in wonden en ulcera die besmet zijn met bacteriën. Door gebruik op grote oppervlakken kunnen neomycine en gentamicine giftig werken op het gehoor en de nieren, wat trouwens eigen is aan alle aminoglycosiden. Door de bijwerkingen moeten aminoglycosiden nauwkeurig worden gedoseerd en moeten de spiegels (antibioticumconcentratie in het bloed) bij langer gebruik worden gemeten. Bij lokaal gebruik zoals aanbrengen op beenulcera kan contactallergie optreden. 
Voor hun werking dringen de aminoglycosiden passief door de celwand in de periplasmatische ruimte. Aanvankelijk dringen zij traag door de cytoplasmamembraan, maar na een tijdje (15 minuten) treedt er door inductie een actief transport op dat energie- en O2-afhankelijk is. Daarom zijn anaerobe bacteriën ongevoelig voor aminoglycosiden en werken zij ook minder goed tegen aerobe bacteriën in anaerobe omstandigheden (bv. in een abces). Na 60 minuten valt het transportsysteem uit als gevolg van de inhibitie van de proteïnesynthese door de aminoglycosiden. De werkzaamheid van de aminoglycoside is bijgevolg afhankelijk van een hoge piekconcentratie gedurende korte tijd (1 uur) zodat men deze antibiotica bij voorkeur in een eenmalige dagdosis zal toedienen. Men gebruikt best eerst gentamicine of tobramycine en slechts in geval van resistentie netilmicine of amikacine.

## Mechanismen van resistentie tegen aminoglycosiden
Zowel een vermindering van het aantal poriën in de bacteriële celwand als de aanwezigheid van Mg2+ en Ca2+ (die de fosfolipiden van de buitenste membraan stabiliseren) zorgen voor penetratiehinder. De opname van aminoglycosiden kan ook verhinderd worden door rechtstreekse binding met divalente kationen. 
Er bestaan ook drie efflux-geassocieerde resistentiepatronen: RND (resistance-nodulation-division), MFS (major facilitator superfamily) en MDR (Multi-drug resistance). Deze kanalen zorgen via primair of secundair transport voor de efflux van het antibioticum uit de cel.
Verder kunnen de aminoglycosiden ook geïnactiveerd worden door acetylerende, fosforylerende en adenylerende enzymen. Deze zijn gelokaliseerd in de celmembraan: zij verhinderen de opname van de aminoglycosiden door het snel transportsysteem. Deze resistentie-enzymen worden gecodeerd door plasmiden.
Mutaties in het P12-proteïne van het 30S-ribosoom van de bacterie zorgen voor resistentie tegen streptomycine (chromosomaal gebonden!). Er is een lysine vervangen door aspartaat, threonine of arginine, waardoor streptomycine zich niet meer kan binden aan het 30S-ribosoom.